# Dyschiriognatha
Dyschiriognatha är ett släkte av spindlar. Dyschiriognatha ingår i familjen käkspindlar.
Kladogram enligt Catalogue of Life:
| Dyschiriognatha | \| \| Dyschiriognatha argyrostilba \| \| \| \| \| \| Dyschiriognatha bedoti \| \| \| \| \| \| Dyschiriognatha dentata \| \| \| \| \| \| Dyschiriognatha lobata \| \| \| \| \| \| Dyschiriognatha montana \| \| \| \| \| \| Dyschiriognatha oceanica \| \| \| \| \| \| Dyschiriognatha tangi \| \| \| \| \| \| Dyschiriognatha upoluensis \| \| \| \| |
|                 | \| \| Dyschiriognatha argyrostilba \| \| \| \| \| \| Dyschiriognatha bedoti \| \| \| \| \| \| Dyschiriognatha dentata \| \| \| \| \| \| Dyschiriognatha lobata \| \| \| \| \| \| Dyschiriognatha montana \| \| \| \| \| \| Dyschiriognatha oceanica \| \| \| \| \| \| Dyschiriognatha tangi \| \| \| \| \| \| Dyschiriognatha upoluensis \| \| \| \| |
|                 | Dyschiriognatha argyrostilba |
|                 | |
|                 | Dyschiriognatha bedoti |
|                 | |
|                 | Dyschiriognatha dentata |
|                 | |
|                 | Dyschiriognatha lobata |
|                 | |
|                 | Dyschiriognatha montana |
|                 | |
|                 | Dyschiriognatha oceanica |
|                 | |
|                 | Dyschiriognatha tangi |
|                 | |
|                 | Dyschiriognatha upoluensis |
|                 | |